# عنهى (السوم)

تعديل مصدري - تعديل

عنهى هي إحدى قرى عزلة السوم بمديرية السوم التابعة لمحافظة حضرموت، بلغ تعداد سكانها 54 نسمة حسب تعداد اليمن لعام 2004.